# Sint-Katelijne-Waver

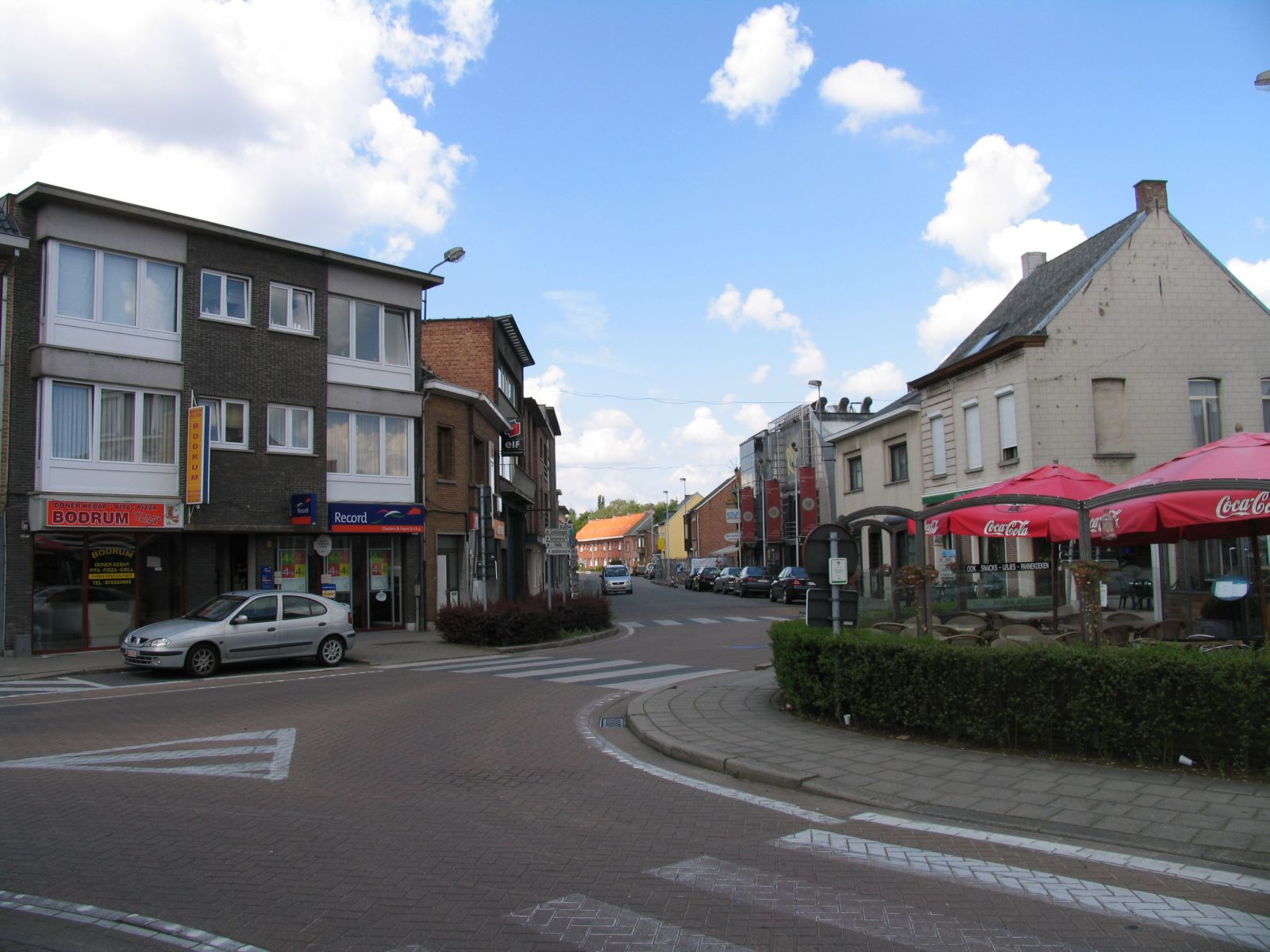
Ortszentrum

Sint-Katelijne-Waver ist eine belgische Gemeinde in der Region Flandern mit 21.792 Einwohnern (Stand 1. Januar 2024). Sie liegt südlich des Flusses Nete und besteht aus dem Hauptort und dem Ortsteil Onze-Lieve-Vrouw-Waver.
Mechelen liegt 6 Kilometer südwestlich, Antwerpen 18 km nordwestlich und Brüssel ca. 28 km südsüdwestlich.
Die nächsten Autobahnabfahrten befinden sich bei Mechelen und Rumst an der A1/E 19.
Die Gemeinde besitzt einen Regionalbahnhof an der Bahnstrecke Brüssel–Antwerpen; weitere befinden sich u. a. in Rumst und Lier. In Mechelen halten darüber hinaus auch überregionale Schnellzüge.
Der Flughafen Antwerpen ist der nächste Regionalflughafen und Brüssel-Zaventem nahe der Hauptstadt Brüssel ist ein Flughafen von internationaler Bedeutung.
Um Sint-Katelijne-Waver erstreckt sich das größte Gemüseanbaugebiet Belgiens mit großen Gewächshausflächen, der Ort ist Sitz der BelOrta (der größten genossenschaftlichen Gemüse- und Früchtebörse Europas) sowie Hauptsitz des größten europäischen Gemüse- und Früchteverarbeiters Greenyard Foods.

## Persönlichkeiten
- Alois De Hertog (1927–1993), Radrennfahrer
- Zinho Gano (* 1993), belgisch-guinea-bissauischer Fußballspieler